# Pfarrkirche Göfis

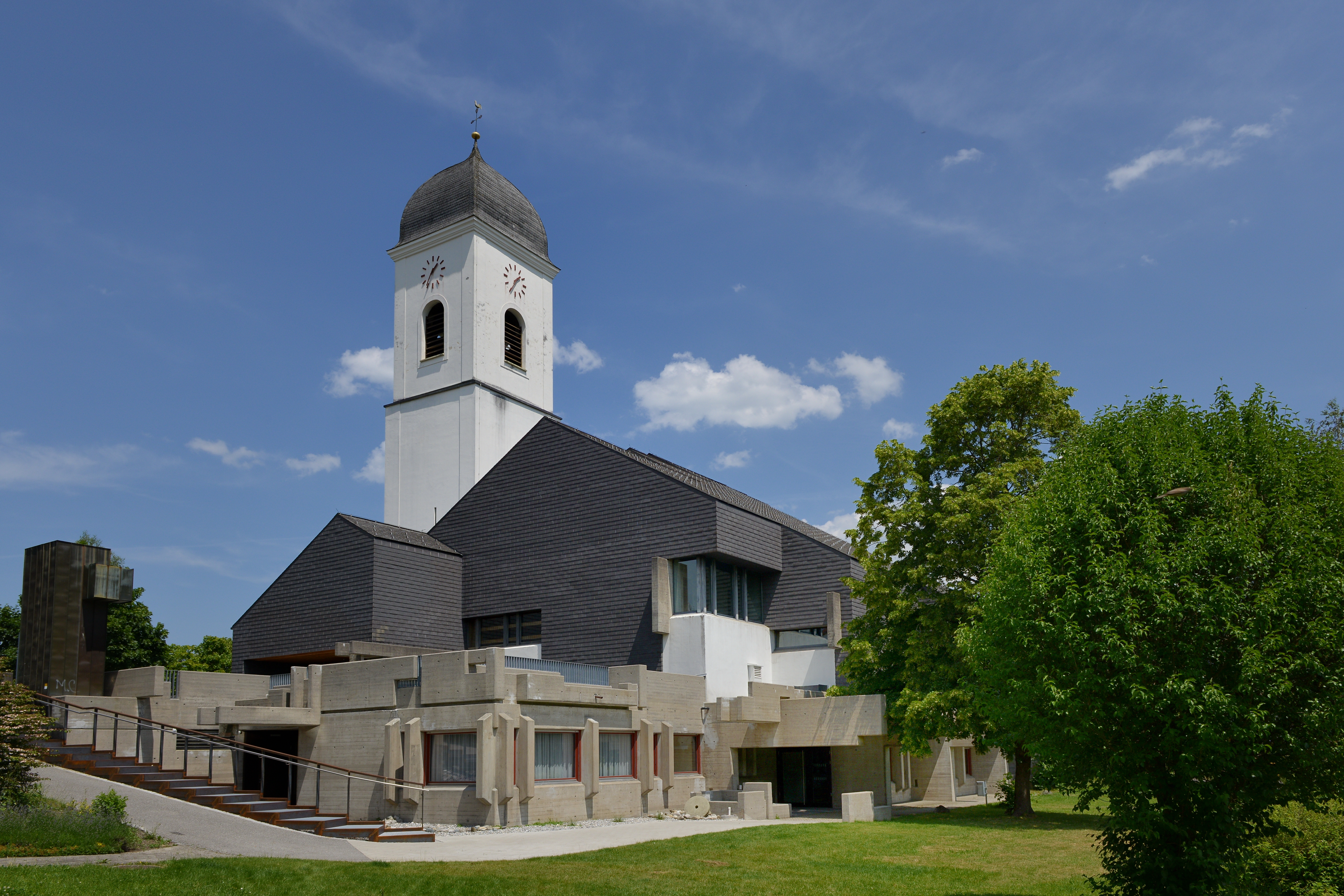
Kath. Pfarrkirche hl. Luzius in Göfis

Die römisch-katholische Pfarrkirche Göfis steht in der Gemeinde Göfis im Bezirk Feldkirch in Vorarlberg. Sie ist dem heiligen Luzius geweiht und gehört zum Dekanat Feldkirch in der Diözese Feldkirch. Das Bauwerk steht unter Denkmalschutz (Listeneintrag).

## Lagebeschreibung
Die Kirche steht im Kirchdorf und ist von einer neuen Friedhofsanlage im Osten umgeben.

## Geschichte
Die Kirche wird 842 erstmals urkundlich erwähnt. Der erste Priester wird 1256 urkundlich erwähnt. Von 1490 ist ein Ablassbrief erhalten. 1503 berichtet eine Urkunde vom Neubau der Kirche. Dieser Bau wurde 1506 geweiht. 1826 wurde das Langhaus verlängert, der Turm um 9 m aufgestockt sowie Glockenstuhl und Turmhaube, die einen Sturmschaden davontrugen, erneuert. 1874 erfolgte eine Neueinrichtung der Kirche. 1931 wurde die Kirche durch Alfons Fritz restauriert und erweitert. Infolge des Bevölkerungswachstums nach dem Zweiten Weltkrieg wurde diese Kirche zu klein, in den Jahren 1972 bis 1975 abgerissen und nach Plänen von Rudolf Greußing neu gebaut. Der gotische Chor und der Kirchturm blieben erhalten und wurden in den Neubau einbezogen.

## Architektur
Kirchenäußeres
Die Kirche ist ein mächtiger, in Höhe und Breite dreifach gestaffelter moderner Baukomplex unter Satteldächern. Der Bau ist durch Betonstreben plastisch gegliedert. Der gotische Chor im Osten des Bauwerkes liegt unter einem Satteldach. Der Chor ist durch vier Spitzbogenfenster und mit Maßwerk gegliedert. Im Westen ist ein Kirchturm mit verjüngtem Obergeschoß mit Rundbogenschallöffnungen und flacher Kuppelhaube über profiliertem Gesims von 1826. Beide Geschoße sind durch Eckpilaster gegliedert. Im südlichen Untergeschoß sind Pfarrsaal, Jugendräume und die Bibliothek untergebracht.
Kircheninneres

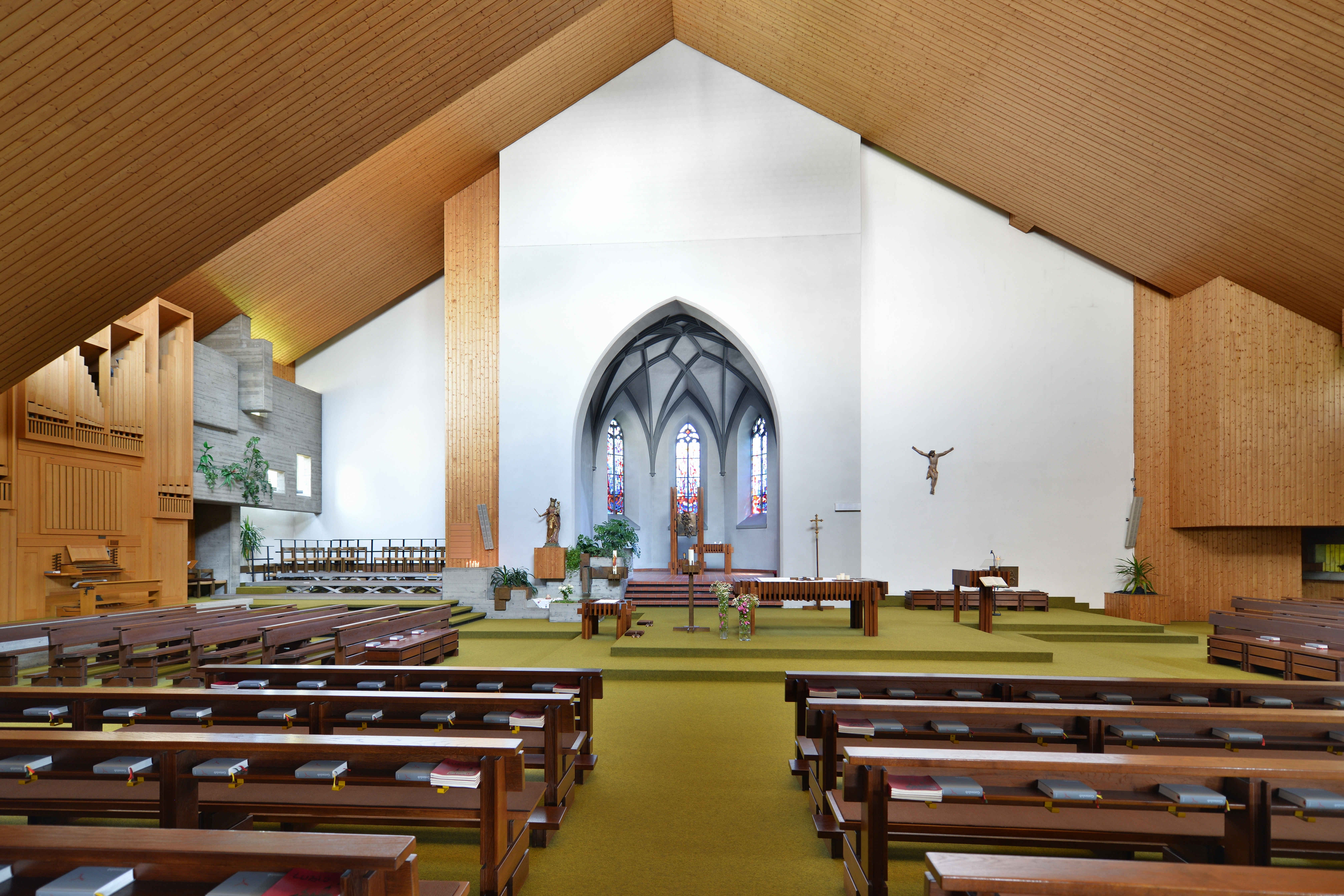
Innenansicht mit Orgel von 1986 und altem Chor

Die Kirche ist ein weiter Versammlungsraum. Der Bau ist im Inneren, analog zum Außenbau, dreifach gestaffelt. In der Dachzone sind Lichtbänder integriert. Der Raum ist durch teilweise in Holz verschalte Betontraversen und Pfeiler gegliedert. Der Chorbogen ist spitzbogig. Jener 5/8-Chor ist eingezogen und einjochig. Darüber ist Sternrippengewölbe, das auf Konsolen ruht. Das Gewölbe schließt nach oben hin in runden Schlusssteinen. Der rückwärtige Schlussstein wird durch einen Dreipass verziert. Der Dreipass stammt wahrscheinlich von Hans Sturn, der am ehesten aus Feldkirch, Rankweil oder Weiler stammt und bereits bekannt war als Architekt der Dompfarrkirche St. Nikolaus in Feldkirch 1478. Er schuf den Dreipass zwischen 1503 und 1506.
Die Maßwerkfenster sind mit Glasmalereien aus dem Jahr 1974 bemalt. Die Malereien entstanden nach einem Entwurf von Wider in der Glasmalereianstalt Loire in Chartres. Das linke Chorfenster stellt die „Wundersame Brotvermehrung“ dar, das mittlere Fenster zeigt den „Weinstock Christi“ und das rechte Fenster das „Lamm Gottes“. Das Südwandfenster im Chor zeigt den heiligen Luzius mit den Wappen von Chur, Göfis und Augsburg. Am Eingang zur Sakristei ist ebenfalls ein Glasgemälde, das die Kirche von Göfis darstellt. Es wurde wie alle anderen Fenster nach einem Entwurf von A. Wider in Chartres hergestellt.

## Ausstattung
Der Tabernakel mit Salvatordarstellung im gotischen Chor wurde von A. Wider im Jahr 1975 geschaffen. An der Chorbogenwand ist eine Marienfigur mit Kind aus der Mitte des 17. Jahrhunderts. Das Kruzifix wurde 1630/31 von Erasmus Kern geschaffen. In der Seitenkapelle sind Figuren der Heiligen Magnus, Rochus und Sebastian, ebenfalls von Erasmus Kern aus den Jahren 1630 und 1631. Das Standkruzifix stammt aus der Mitte des 17. Jahrhunderts. In der Eingangshalle steht eine Franziskusstatue vom Ende des 18. Jahrhunderts. Das Gemälde „Geißelung Christi“ wurde Ende des 17. Jahrhunderts geschaffen. Das Bild „Mariahilf mit dem heiligen Sebastian und dem heiligen Bischof“ ist barock. Der Taufstein hat Evangelistensymbole sowie Christus und die heilige Maria in Medaillons. Die Kreuzwegstationen sind Holzreliefs. Sie entstanden um 1880 in Gröden. In der Kirche befindet sich eine Gedenkstelle für Carl Lampert aus Göfis.

## Orgel

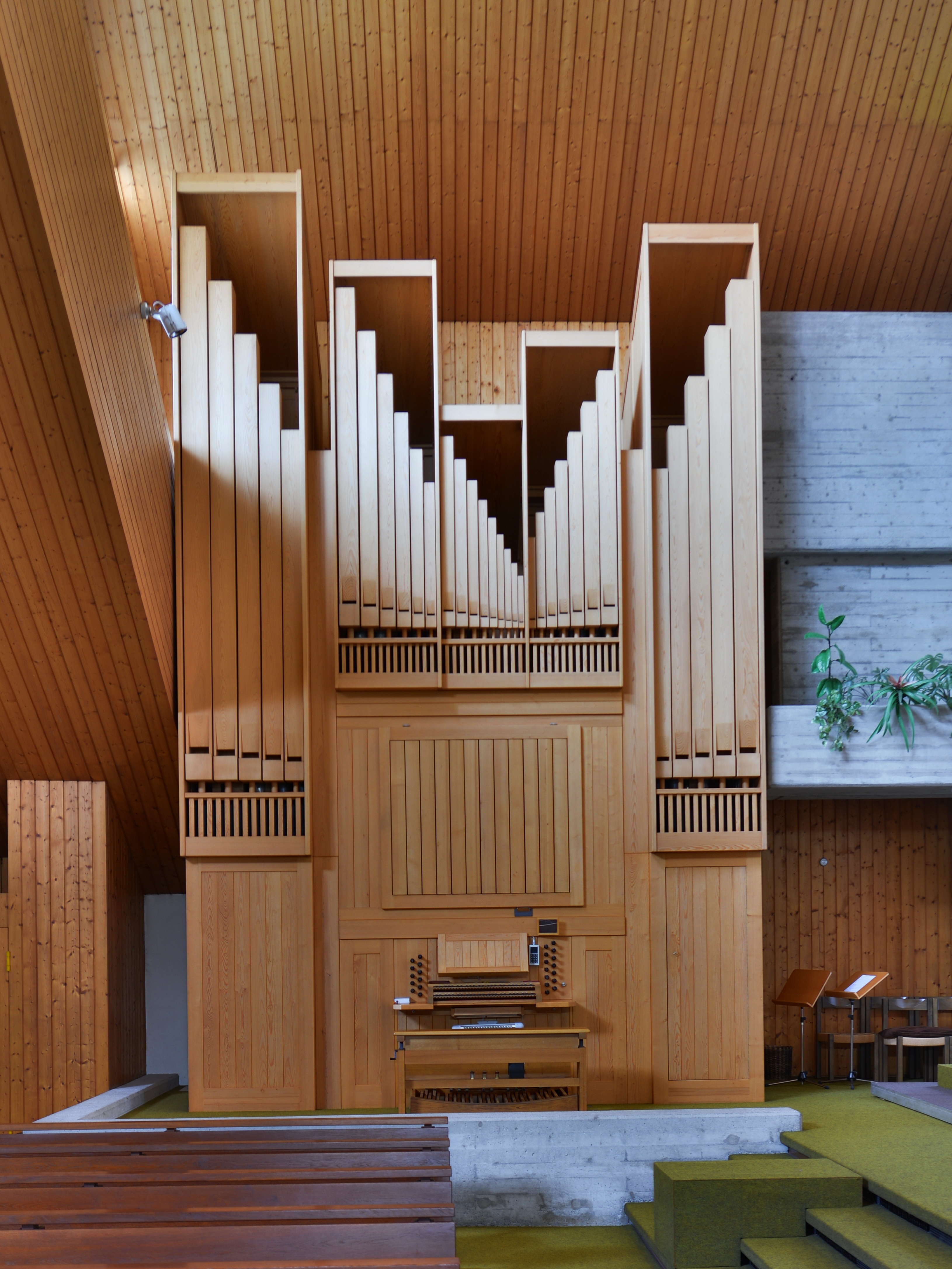
Pflüger-Orgel

Eine Orgel von 1791 stammte vom Rankler Orgelbauer Johann Liberat Amann. Die Gebrüder Mayer stellten 1876 eine neue Orgel auf, Anton Behmann eine im Jahr 1931. Diese wurde 1961 umgebaut. Nach dem Kirchenneubau stand ab 1975 nur eine Behelfsorgel zur Verfügung. 1986 konnte dann eine neue Orgel der Firma Pflüger geweiht werden.